# Бегинаж в Дисте
Бегинаж в Дисте (нидерл. Begijnhof van Diest) — район в Старом городе Диста, где жили бегинки. Относится к бегинажам городского типа, в которых дома располагаются вдоль улицы, а не вокруг общего двора. Основан в 1253 году, вместе с другими фламандскими бегинажами включён в список Всемирного наследия ЮНЕСКО.

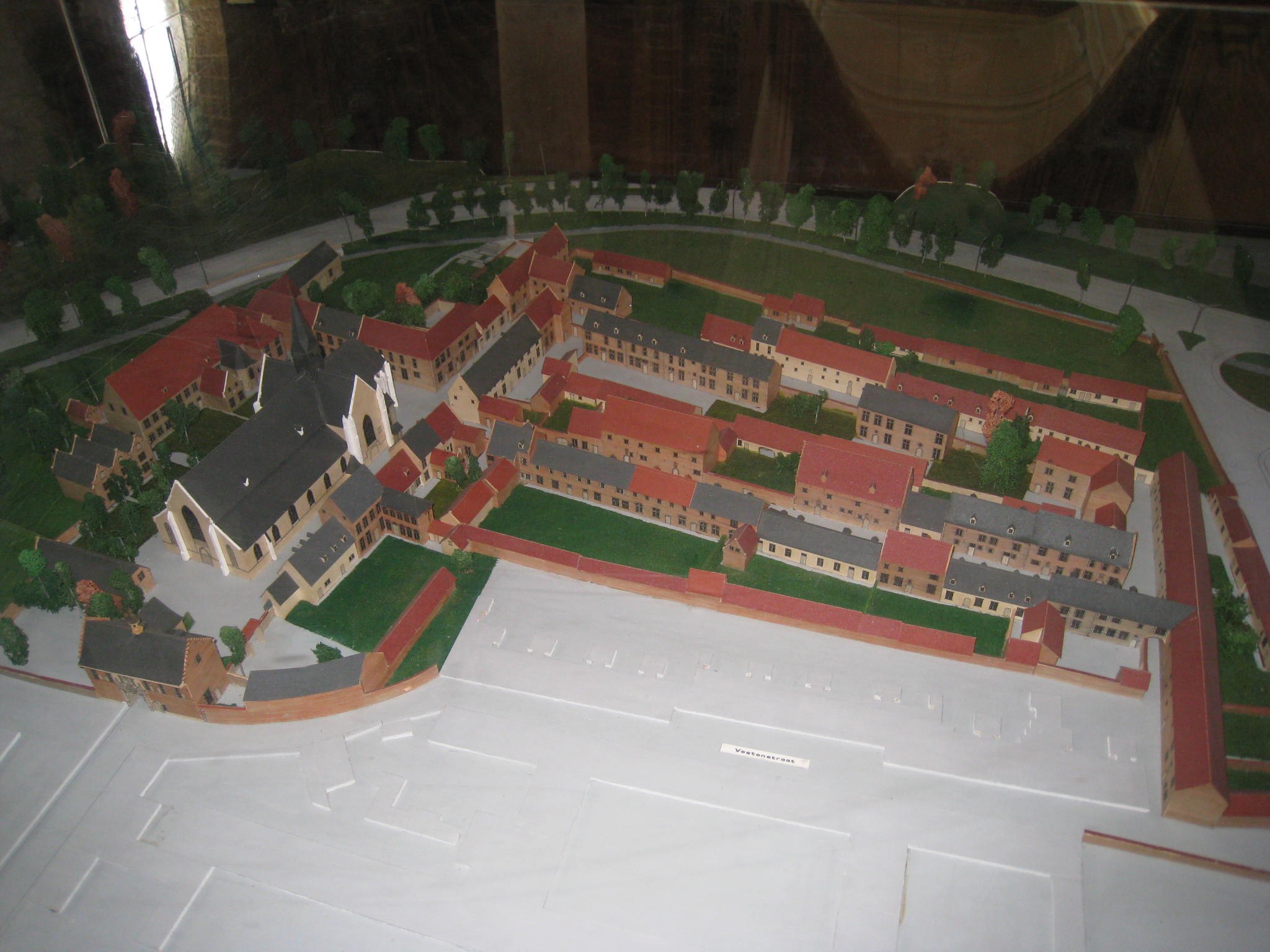
Макет бегинажа в Дисте

В истории бегинажа выделяется три периода: от основания до 1538 года бегинки вели достаточно свободную жизнь и активно участвовали в жизни города; с 1538 года, когда бегинаж возглавил Николаас ван Эсше, был взят курс на умеренность, ограничение контактов с внешним миром и религиозность; с XVII века начинается восстановление участия бегинажа в мирских делах и его популяризация. После Великой французской революции бегинаж переходит в ведение французского государства и восстанавливает религиозную деятельность на короткий срок после свержения Наполеона, однако быстро угасает. Наибольшее число бегинок — до 400 — здесь проживало в 1675 году.